# 兒玉兼嗣
兒玉兼嗣（日语：／ Kodama Kenji，動畫製作中使用別名「兼嗣」；1949年12月13日—），日本動畫導演、電影導演、人物設計師。出身於北海道。日本動畫師·演出協會（JAniCA）會員。妻子神村幸子是動畫師和插畫家。
代表作有擔任導演的《貓眼三姊妹》、《城市獵人》系列、《名偵探柯南》系列、《結界師》等。

## 簡介
1970年，兒玉兼嗣進入動畫公司東京電影（。現在已經解散）上班，從此開啟他投入動畫製作的生涯。之後參加電視動畫《巨人之星》和《新Q太郎》等作品的原畫、及其它作品的導演、演出家、人物設計師、作畫監督的工作。並在《魯邦三世》製作時期接受過北原健雄和青木悠三的訓練。
經過一段時間之後，兒玉以1977年至1980年播出的電視動畫《魯邦三世 (TV第2系列)》負責將近7成集數的作畫監督工作，換取經驗作為將來轉向朝演出家的方向發展。直到1981年電視動畫《新·根性青蛙》負責第26話的演出時，才正式以演出家的身份出道，此時還參加過《哆啦A夢 (1979年版)》電視動畫的分鏡工作。1983年電視動畫《貓眼三姊妹 (第2期)》是兒玉第一次擔任導演（首席導演）的作品。
1987年，兒玉在執導電視動畫《城市獵人》期間，將同名動畫系列的人物設計工作交給在《魯邦三世》時期認識結婚的妻子神村幸子擔任，而他則兼任分鏡、演出及編劇。緊接著在1996年擔任《名偵探柯南》電視動畫和劇場版系列的導演約有6年的時間。2002年，兒玉因為無法將動畫工作和其它行程並肩同行，故選擇退出名偵探柯南動畫的團隊。
但是後來，兒玉在2006年至2008年播出的電視動畫《結界師》中賦歸。而這部動畫也是兒玉從《城市獵人》以來，第2次擔任讀賣電視台與日昇動畫聯合製作電視動畫的編導作品。
如上面所述，兒玉因為擅長動作類型的作品，所以出道40多年來至今一直仍在第一線活躍。

## 主要參加作品

### 電視動畫
- 魔投手（1973年－1974年，原畫）
- 山林小獵人 (1974年版)（1974年－1976年，原畫）
- 元祖天才老爹（日语：元祖天才バカボン）（1975年－1977年，原畫）
- 魯邦三世 (TV第2系列)（日语：ルパン三世 (TV第2シリーズ)）（1977年－1980年，作畫監督、分鏡、原畫）
- 二十四之眼（日语：二十四の瞳）（1980年，人物設定、作畫監督）
- 明日之丈2（1980年－1981年，原畫）
- 哆啦A夢 (1979年版)（1980年－1983年，分鏡）
- 新·根性青蛙（1981年－1982年，分鏡、演出、原畫）
- 怪物小王子 (1980年版)（1982年，分鏡）
- （1980年－1983年，分鏡、演出）
- SPACE COBRA（1982年－1983年，分鏡、演出）
- 喬琪姑娘（日语：ジョージィ!）（1983年，分鏡）
- 貓眼三姊妹系列
  - 第1期（1983年－1984年，總監、分鏡、原畫）
  - 第2期（1984年－1985年，首席導演、總監）
- 美雪、美雪（1983年－1984年，分鏡、演出）
- （1983年－1984年，分鏡）
- 魯邦三世 PARTIII（日语：ルパン三世 PARTIII）（1984年－1985年，分鏡、演出）
- 機器人阿丁 (1986年版)（日语：ロボタン）（1986年，演出、作畫監督）
- Bug甜心（日语：Bugってハニー）（1986年－1987年，分鏡）
- 城市獵人系列
  - 城市獵人（1987年－1988年，導演、分鏡、演出、構成）
  - 城市獵人2（1988年－1989年，導演、分鏡、構成）
  - 城市獵人3（1989年－1990年，導演、分鏡、原畫）
  - 城市獵人特別篇 秘密任務（1996年，導演、編劇）
- 记者布鲁斯（1991年－1996年，首席導演、分鏡）
- 我與我 兩個綠蒂（1991年－1992年，首席導演、分鏡）
- 法蘭德斯之犬 我的帕特拉許（日语：フランダースの犬 ぼくのパトラッシュ）（1992年－1993年，首席導演、分鏡）
- 疾風無敵銀堡壘（1993年－1994年，ED1分鏡）
- 重獲新生的機器人（日语：おまかせスクラッパーズ）（1994年－1995年，分鏡）
- 奪寶奇謀（1994年－1995年，分鏡）
- 名偵探柯南（1996年－2002年，導演〈初代〉、總導演、分鏡、演出、構成）
- 怪醫黑傑克2小時特別篇 ～4個生命奇蹟～（2003年，分鏡）
- 鐵人28號 (2004年版)（2004年，分鏡）
- Monkey Punch漫畫活動大寫真（日语：モンキーパンチ漫画活動大写真）（2004年－2005年，分鏡）
- 神樣中學生（2005年，分鏡）
- 魔法美少女（2006年，分鏡）
- 結界師（2006年－2008年，導演、分鏡）
- 深淵傳奇（2008年－2009年，導演、分鏡）
- 犬夜叉 完結篇（2009年－2010年，分鏡）
- 寵物反斗星（2009年、2012年，分鏡）
- 足球騎士（2012年，分鏡）
- 可愛巧虎島Wao！（2012年－2014年，分鏡）
- Aikatsu！偶像活動！（2014年－2016年，分鏡）
- GO-GO 寵物反斗星（2014年，分鏡）
- 偶像活動STARS！（2016年－2018年，分鏡）
- 偶像活動 on Parade！（2019年，分鏡）
- 半妖的夜叉姬（2021年，分鏡）

### 電影動畫
- 城市獵人系列（導演）
  - 城市獵人：愛與宿命的馬格南（1989年）
  - 城市獵人：海灣城市之戰爭（1990年）
  - 城市獵人：百萬美元之陰謀（1990年）
  - 劇場版 城市獵人：新宿PRIVATE EYES（2019年，總導演[2]）
- （1995年，分鏡）
- 名偵探柯南系列（導演、分鏡）
  - 第1部：引爆摩天樓（1997年）
  - 第2部：第十四號獵物（1998年）
  - 第3部：世紀末的魔術師（1999年）
  - 第4部：瞳孔中的暗殺者（2000年）
  - 第5部：往天國的倒數計時（2001年）
  - 第6部：貝克街的亡靈（2002年）
  - 第7部：迷宮的十字路（2003年）

### 其它
- 巫術（1992年，分鏡）
- 魯邦三世 Master File 「魯邦一家全員集合」（日语：ルパン三世 Master File）（2012年，導演、分鏡）

## 腳註